# 芳川泰久
芳川 泰久（よしかわ やすひさ、1951年6月26日 - ）は、日本のフランス文学者・文藝評論家。早稲田大学文学学術院名誉教授。専門はバルザック。

## 経歴
埼玉県出身。1970年早稲田大学高等学院卒業。1974年早稲田大学文学部仏文科卒業。1981年同大学院博士課程単位取得満期退学。1984年東京工業大学専任講師、1988年同助教授となる。1991年日本女子大学助教授となり、1995年同教授となる。1996年早稲田大学第一文学部教授。2022年定年退職、名誉教授。
1990年頃からは夏目漱石を手始めに日本近代文学の評論も執筆。2006年には小説「ホネガミ」（『文學界』掲載、のち『歓待』所収）を発表。小説集『歓待』は第6回小島信夫文学賞を受賞。

## 著書

### 単著
- 『漱石論 鏡あるいは夢の書法』（河出書房新社） 1994
- 『書斎のトリコロール 世紀末フランス小説を読む』（自由国民社、読書の冒険シリーズ） 1994
- 『小説愛 世界一不幸な日本文学を救うために』（三一書房） 1995
- 『闘う小説家バルザック』（せりか書房） 1999
- 『書くことの戦場 後藤明生・金井美恵子・古井由吉・中上健次』（早美出版社） 2004
- 『横断する文学 〈表象〉臨界を超えて』（ミネルヴァ書房、ミネルヴァ評論叢書） 2004
- 『私をブンガクに連れてって』（せりか書房） 2006
- 『歓待』（水声社） 2009 - 小説
- 『村上春樹とハルキムラカミ　精神分析する作家』（ミネルヴァ書房） 2010
- 『金井美恵子の想像的世界』（水声社） 2011
- 『謎とき 『失われた時を求めて』』（新潮選書） 2015
- 『『ボヴァリー夫人』をごく私的に読む　自由間接話法とテクスト契約』（せりか書房） 2015
- 『坊っちゃんのそれから』（河出書房新社） 2016 - 小説
- 『吾輩のそれから』（河出書房新社） 2016 - 小説
- 『先生の夢十夜』（河出書房新社） 2017 - 小説
- 『西郷を破滅させた男　益満休之助』（河出書房新社） 2018 - 時代小説
- 『村上春樹とフィクショナルなもの 「地下鉄サリン事件」以降のメタファー物語論』（幻戯書房） 2022
- 『バルザック×テクスト論 - 〈あら皮〉から読む『人間喜劇』』（せりか書房） 2022

### 共著・編著
- 『読むことの誘惑』（芳川ゆかり,永井典克共著、早美出版社） 2002
- 『ベストセラー世界の文学・20世紀　あらすじとエッセイで味わう 1』（早美出版社） 2006
- 『日本文学にみる純愛百選』（早美出版社） 2007
- 『名作はこのように始まる 1』（千葉一幹共編、ミネルヴァ書房） 2008
- 『ドゥルーズ キーワード89』（堀千晶共著、せりか書房） 2008
- 『ドゥルーズ 千の文学』（宇野邦一,堀千晶共編、せりか書房） 2011
- 『村上春樹 読める比喩事典』（西脇雅彦共著、ミネルヴァ書房） 2013
- 『小説への誘い 日本と世界の名作120』（小池昌代,中村邦生共著、大修館書店） 2015

### 翻訳
- 『お一人きりですか? 同時代フランス短篇ベスト10』（クリスティーヌ・フェルニオ編、筑摩書房） 1993
- 『ゴプセック / 毬打つ猫の店』（バルザック、岩波文庫） 2009
- 『ロラン・バルト最後の風景』（ジャン=ピエール・リシャール、堀千晶共訳、水声社、批評の小径） 2009
- 『田舎のミューズ 他』（バルザック、加藤尚宏共訳、水声社） 2010
- 『レーモン・クノー・コレクション9　人生の日曜日』（レーモン・クノー、水声社） 2012
- 『フローベールにおけるフォルムの創造』（リシャール、山崎敦共訳、水声社、批評の小径） 2013
- 『言葉の肉 エクリチュールの政治』（ジャック・ランシエール、監訳、堀千晶,西脇雅彦,福山智共訳、せりか書房） 2013
- 『神秘の書』（バルザック、私市保彦・加藤尚宏・大須賀沙織共訳、水声社） 2013
- 『ボヴァリー夫人』（フローベール、新潮文庫） 2015
- 『縮約・失われた時を求めて 全一冊』（マルセル・プルースト、角田光代共訳、新潮社、新潮モダン・クラシックス） 2015
- 『バルザック愛の葛藤・夢魔小説選集2　二人の若妻の手記』（加藤尚宏共訳、水声社） 2015
- 『バルザック愛の葛藤・夢魔小説選集5　三十女』（佐野栄一共訳、水声社） 2016
- 『もどってきた鏡』（アラン・ロブ＝グリエ、水声社、フィクションの楽しみ） 2018
- バルザック『サラジーヌ : 他三篇』岩波書店〈岩波文庫〉、2012年。ISBN 9784003750827。
- 『ガリバー』（クロード・シモン、幻戯書房〈ルリユール叢書〉） 2024
- 『綱渡り』（クロード・シモン、幻戯書房〈ルリユール叢書〉） 2025